# Mount Sidney (Virginia)
Mount Sidney è un census-designated place (CDP) degli Stati Uniti d'America, situato nello stato della Virginia, nella contea di Augusta. Secondo il censimento del 2020 gli abitanti di Mount Sidney ammontavano a 678.
Due siti di Mount Sidney sono stati inseriti nel National Register of Historic Places: la Mt. Sidney Historic District e la Mt. Sidney School.